# فیلم‌شناسی دواین جانسون
دواین جانسون بازیگر و کشتی‌گیر حرفه‌ای پیشین آمریکایی است که فعالیت طولانی در رسانه‌ها، بازی در فیلم‌ها، سریال‌های تلویزیونی و بازی‌های ویدئویی دارد. جانسون اولین بازیگری خود را در بازگشت مومیایی انجام داد. و اولین نقش اصلی خود را در اسپین‌آف پادشاه عقرب بازی کرد. او از آن زمان در بسیاری از فیلم‌های موفق دیگر بازی کرد. شامل از پا افتاده (۲۰۰۳)، سربلند (۲۰۰۴)، نقشه بازی (۲۰۰۷)، اسمارت را بگیر (۲۰۰۸)، مسابقه تا کوه جادوگران (۲۰۰۹)، پری دندان (۲۰۱۰)، سفر ۲: جزیره اسرارآمیز (۲۰۱۲)، جی. آی. جو: تلافی (۲۰۱۳)، رنج و گنج (۲۰۱۳)، هرکول (۲۰۱۴)، سن آندریاس (۲۰۱۵)، هوش مرکزی (۲۰۱۶)، موانا (۲۰۱۸)، رمپیج (۲۰۱۸)، آسمان‌خراش (۲۰۱۸).
موفق‌ترین نقش باکس آفیس جانسون لوک هابز در فرانچایز سریع و خشن است. او ابتدا در سریع ۵ (۲۰۱۱) در این شخصیت ظاهر شد و کمک کرد این مجموعه به یکی از پرفروش‌ترین فرانچایزهای تاریخ تبدیل شود. او در دنباله‌های، سریع و خشمگین ۶ (۲۰۱۳)، خشمگین ۷ (۲۰۱۵) و سرنوشت خشمگین (۲۰۱۷) بازی کرد. موفقیت این شخصیت او را به اسپین آف سریع و خشمگین هابز و شاو (۲۰۱۹) سوق داد. یکی دیگر از فرانچایزهای قابل توجه بازیگری جانسون فرانچایز جومانجی است، بطوریکه او در فیلم‌های موفق، جومانجی: به جنگل خوش آمدید (۲۰۱۷) و دنباله آن، جومانجی: مرحله بعدی (۲۰۱۹) بازی کرد. فیلم‌های او بیش از ۳٫۵ میلیارد دلار در آمریکای شمالی و بیش از ۱۰٫۵ میلیارد دلار در جهان فروخته‌است، که جانسون را به یکی از موفق‌ترین و پرفروش‌ترین بازیگر باکس‌آفیس تاریخ تبدیل می‌کند. جانسون همچنین در سریال اچ‌بی‌او فوتبالیست‌ها بازی کرد که از ۲۰۱۵ کلید خورد. این سریال برای پنج فصل پخش شد و رتبه بهترین سریال کمدی اچ‌بی‌او در ۶ سال را از آن خود کرد.

## فیلم‌های سینمایی
| سال  | عنوان فیلم                 | نقش                                | توضیحات                   |
| ---- | -------------------------- | ---------------------------------- | ------------------------- |
| ۱۹۹۹ | فراتر از مت                | خودش                               | مستند                     |
| ۲۰۰۱ | بازگشت مومیایی             | ماتایوس (پادشاه عقرب)              | اولین نقش در فیلم         |
| ۲۰۰۱ | کم احتمال                  | ماگر                               |                           |
| ۲۰۰۲ | پادشاه عقرب                | ماتایوس (پادشاه عقرب)              |                           |
| ۲۰۰۳ | از پا افتاده               | بک                                 |                           |
| ۲۰۰۴ | سربلند                     | کریس وان                           |                           |
| ۲۰۰۵ | باحال باش                  | الیوت ویلهلم                       |                           |
| ۲۰۰۵ | رستاخیز                    | اشر "گروهبان" ماهونین              |                           |
| ۲۰۰۶ | داستان‌های سرزمین جنوبی     | بوکسور سانتاروس                    |                           |
| ۲۰۰۶ | باند گریدرون               | شان پورتر                          |                           |
| ۲۰۰۷ | رنو ۹۱۱: میامی             | مامور ریک اسمیت                    | کمئو                      |
| ۲۰۰۷ | نقشه بازی                  | جو کینگ من                         |                           |
| ۲۰۰۸ | اسمارت را بگیر             | مامور ۲۳                           |                           |
| ۲۰۰۹ | مسابقه تا کوه جادوگران     | جک برونو                           |                           |
| ۲۰۰۹ | سیاره ۵۱                   | کاپیتان چارلز تی. بیکر             | نقش صداپیشگی              |
| ۲۰۱۰ | پری دندان                  | دراک تامپسون                       |                           |
| ۲۰۱۰ | چرا من هم ازدواج کردم؟     | دانیل فرانکلین                     | کمئو بدون درج در تیتراژ   |
| ۲۰۱۰ | اون‌یکی‌ها                   | کریستوفر دانسون                    |                           |
| ۲۰۱۰ | دوباره تو                  | مارشال هوایی                       | کمئو بدون درج در تیتراژ   |
| ۲۰۱۰ | سریع‌تر                     | جیمز کالن / راننده                 |                           |
| ۲۰۱۱ | سریع ۵                     | لوک هابز                           |                           |
| ۲۰۱۲ | سفر ۲: جزیره اسرارآمیز     | هانک پارسونز                       | همچنین سرپرست تهیه‌کنندگان |
| ۲۰۱۳ | خبرچین                     | جان متیوز                          | همچنین تهیه‌کننده          |
| ۲۰۱۳ | جی. آی. جو: تلافی          | ماروین اف. هینتون / رودبلاک        |                           |
| ۲۰۱۳ | رنج و گنج                  | پل دویل                            |                           |
| ۲۰۱۳ | سریع و خشمگین ۶            | لوک هابز                           |                           |
| ۲۰۱۳ | امپایر استیت               | کارآگاه جیمز رانسوم                | فیلم ویدئویی              |
| ۲۰۱۴ | هرکول                      | هرکول                              |                           |
| ۲۰۱۵ | خشمگین ۷                   | لوک هابز                           |                           |
| ۲۰۱۵ | سن آندریاس                 | ری گینز                            |                           |
| ۲۰۱۶ | هوش مرکزی                  | باب استون                          |                           |
| ۲۰۱۶ | موانا                      | مائویی                             | نقش صداپیشگی              |
| ۲۰۱۷ | سرنوشت خشمگین              | لوک هابز                           |                           |
| ۲۰۱۷ | گارد ساحلی                 | میچ بوکنن                          | همچنین تهیه‌کننده اجرایی   |
| ۲۰۱۷ | جومانجی: به جنگل خوش آمدید | دکتر اسمیردر برواستون              | همچنین تهیه‌کننده اجرایی   |
| ۲۰۱۸ | رمپیج                      | دیویس اوکوی                        | همچنین تهیه‌کننده اجرایی   |
| ۲۰۱۸ | آسمان‌خراش                  | ویل سایر                           | همچنین تهیه‌کننده          |
| ۲۰۱۹ | مبارزه با خانواده ام       | خودش                               | همچنین تهیه‌کننده          |
| ۲۰۱۹ | شزم!                       | نامشخص                             | تهیه‌کننده اجرایی          |
| ۲۰۱۹ | هابز و شاو                 | لوک هابز                           | همچنین تهیه‌کننده          |
| ۲۰۱۹ | جومانجی: مرحله بعدی        | دکتر ژاندر "اسمولدر" براوستون      | همچنین تهیه‌کننده          |
| ۲۰۲۱ | گشت‌وگذار در جنگل           | فرانک ولف / فرانسیسکو لوپز د هردیا | همچنین تهیه‌کننده          |
| ۲۰۲۱ | مرد آزاد                   | دزد بانک                           | حضور افتخاری              |
| ۲۰۲۱ | اعلان قرمز                 | راستی                              |                           |
| ۲۰۲۲ | ابر حیوانات لیگ دی‌سی       | کریپتو                             | صداپیشه؛ همچنین تهیه‌کننده |
| ۲۰۲۲ | بلک ادم                    | بلک ادم                            | همچنین تهیه‌کننده          |
| ۲۰۲۳ | فست اکس                    | لوکاس «لوک» هابز                   | حضور افتخاری              |
| ۲۰۲۳ | Once Upon a Studio         | مائووی                             | صداپیشه؛ فیلم کوتاه       |
| ۲۰۲۴ | فرد سرخ‌پوش                 | کالوم دریفت                        |                           |
| ۲۰۲۴ | موانا ۲                    | مائووی                             | صداپیشه                   |
| ۲۰۲۵ | موانا ۲۰۲۵                 | مائووی                             | پیش‌تولید                  |

| به آثاری اشاره دارد که در حال حاضر منتشر نشده‌اند | به آثاری اشاره دارد که در حال حاضر منتشر نشده‌اند |

## تلویزیون
| سال تولید                    | عنوان                   | نقش              | توضیحات                                                  |
| ---------------------------- | ----------------------- | ---------------- | -------------------------------------------------------- |
| ۱۹۹۹                         | نمایش دهه ۷۰            | راکی جانسون      | اپیزود: "آن نمایش کشتی‌گیری"                              |
| ۱۹۹۹                         | شبکه                    | برودی            | اپیزود: "آخرین پایمرد"                                   |
| ۲۰۰۰                         | پیاده‌روی ستاره: وایجر   | قهرمان           | اپیزود: "تسونکاتسه"                                      |
| ۲۰۰۰، ۲۰۰۲، ۲۰۰۹، ۲۰۱۵، ۲۰۱۷ | پخش زنده شنبه شب        | خودش             | مهمان؛ ۵ اپیزود                                          |
| ۲۰۰۷                         | کوری در خانه            | خودش             | اپیزود: "هرگز دواین ملاقات نخواهد کرد"                   |
| ۲۰۰۷                         | هانا مونتانا            | خودش             | اپیزود: "نایست تا زمانی‌که تلفن را بگیری"                 |
| ۲۰۰۹                         | جادوگران محله ویورلی    | خودش             | اپیزود: "هنر معلم"                                       |
| ۲۰۰۹                         | جایزه ۲۰۰۹ منتخب کودکان | خودش             | مهمان؛ ویژه تلویزون                                      |
| ۲۰۱۰                         | فامیلی گای              | خودش             | اپیزود: "مرد بزرگ روی هیپوکامپ"                          |
| ۲۰۱۰                         | تغییرشکل‌دهندگان: پرایم  | صخره‌نورد         | نقش صداپیشگی؛ اپیزود: "تاریکی برمی‌خیزد، قسمت اول"        |
| ۲۰۱۳                         | قهرمان                  | خودش             | مهمان؛ همچنین تهیه‌کننده اجرایی                           |
| ۲۰۱۴ ۲۰۱۵                    | بیدارشو کال             | خودش             | مهمان؛ همچنین خالق و تهیه‌کننده اجرایی                    |
| ۲۰۱۵                         | مسابقه لب‌خوانی          | خودش             | اپیزود: "دواین جانسون در مقال جیمی فالون                 |
| ۲۰۱۵ ۲۰۱۹                    | فوتبالیست‌ها             | اسپنسر استراسمور | ۴۷ اپیزود؛ همچنین تهیه‌کننده اجرایی                       |
| ۲۰۱۶                         | جوایز فیلم ام‌تی‌وی ۲۰۱۶  | خودش             | سرپرست مهمان‌ها؛ ویژه تلویزیون                            |
| ۲۰۱۷                         | خط زندگی                | خودش             | اپیزود: "در ۳۳ روز تو خواهی‌مرد"؛ همچنین تهیه‌کننده اجرایی |
| ۲۰۱۹-اکنون                   | بازی‌های تایتان          | خودش (مجری)      | مسابقه است و همچنین خالق و تهیه‌کننده اجرایی              |
| ۲۰۲۱                         | راک جوان                | دوئین جانسون     | تنظیم‌کننده سریال؛ همچنین خالق و تهیه‌کننده اجرایی         |